# Сейран Сулейман
Сейран Сулейман (*18 лютого 1979, м. Кува, Ферганська область, Узбекистан) — кримськотатарський поет, прозаїк, журналіст і перекладач.

## Біографія
Народився 18 лютого 1979 року в м. Кува (Ферганська область, Узбекистан). 1991 року переїхав до Криму. Навчався в Червоногвардійському приватному турецькому чоловічому ліцеї для обдарованих дітей. 2002 року закінчив філологічний факультет Кримського інженерно-педагогічного університету за фахом філолог-тюрколог.
Працює в газеті «Янъы дюнья». Член Асоціації «Мааріфчі». З 2003 року — член Національної спілки письменників України. Автор збірок віршів «Уч, къальбим», «Сенинъ козьлеринъден йылдызлар корьдим», «Джемден бир авуч».
Твори Сейрана Сулеймана надруковані у багатьох збірках та журналах України, Туреччини та Азербайджану. Перекладає українську поезію кримськотатарською мовою.